# PFL Cup 2018
Der PFL Cup 2018, auch als Copa Paulino Alcantara 2018 bekannt, war die erste Austragung des philippinischen Fußballwettbewerbs. Der Pokalwettbewerb wurde von der Philippine Football Federation organisiert. Erster Pokalsieger wurde Kaya FC-Iloilo.

## Teilnehmende Mannschaften
| Teilnehmer                                                                                           |
| - Ceres-Negros FC - Davao Aguilas - Global Cebu - JPV Marikina FC - Kaya FC-Iloilo - Stallion Laguna |

## Gruppenphase

### Gruppe A
| Pl. | Verein          | Sp. | S | U | N | Tore    | Diff. | Punkte |
| --- | --------------- | --- | - | - | - | ------- | ----- | ------ |
| 1.  | Davao Aguilas   | 4   | 3 | 1 | 0 | 009:200 | +7    | 10     |
| 2.  | Stallion Laguna | 4   | 1 | 1 | 2 | 004:600 | −2    | 04     |
| 3.  | Ceres-Negros FC | 4   | 1 | 0 | 3 | 004:900 | −5    | 03     |

#### Spiele
| Datum              |                 | Ergebnis |                 |
| ------------------ | --------------- | -------- | --------------- |
| 1. September 2018  | Ceres-Negros FC | 1:3      | Davao Aguilas   |
| 15. September 2018 | Stallion Laguna | 3:0      | Ceres-Negros FC |
| 19. September 2018 | Ceres-Negros FC | 2:1      | Stallion Laguna |
| 22. September 2018 | Davao Aguilas   | 2:1      | Ceres-Negros FC |
| 26. September 2018 | Davao Aguilas   | 0:0      | Stallion Laguna |
| 17. Oktober 2018   | Stallion Laguna | 0:4      | Davao Aguilas   |

### Gruppe B
| Pl. | Verein          | Sp. | S | U | N | Tore    | Diff. | Punkte |
| --- | --------------- | --- | - | - | - | ------- | ----- | ------ |
| 1.  | Kaya FC-Iloilo  | 4   | 3 | 1 | 0 | 009:300 | +6    | 10     |
| 2.  | JPV Marikina FC | 4   | 2 | 0 | 2 | 006:600 | ±0    | 06     |
| 3.  | Global Cebu     | 4   | 0 | 1 | 3 | 007:130 | −6    | 01     |

#### Spiele
| Datum              |                 | Ergebnis |                 |
| ------------------ | --------------- | -------- | --------------- |
| 1. September 2018  | Kaya FC-Iloilo  | 4:0      | Global Cebu     |
| 15. September 2018 | JPV Marikina FC | 4:3      | Global Cebu     |
| 19. September 2018 | Kaya FC-Iloilo  | 1:0      | JPV Marikina FC |
| 23. September 2018 | Global Cebu     | 3:3      | Kaya FC-Iloilo  |
| 26. September 2018 | Global Cebu     | 1:2      | JPV Marikina FC |
| 17. Oktober 2018   | JPV Marikina FC | 0:1      | Kaya FC-Iloilo  |

## Halbfinale
| Datum            |                | Ergebnis |                 |
| ---------------- | -------------- | -------- | --------------- |
| 21. Oktober 2018 | Davao Aguilas  | 6:1      | JPV Marikina FC |
| 21. Oktober 2018 | Kaya FC-Iloilo | 3:2      | Stallion Laguna |

## Finale
| Datum            |               | Ergebnis |                |
| ---------------- | ------------- | -------- | -------------- |
| 27. Oktober 2018 | Davao Aguilas | 0:1 n. V | Kaya FC-Iloilo |

### Spielstatistik
| Paarung        | Davao Aguilas – Kaya FC-Iloilo |
| Ergebnis       | 0:1 n. V |
| Datum          | 27. Oktober 2018 um 17:00 Uhr UTC+9 |
| Stadion        | Rizal Memorial Stadium, Manila |
| Schiedsrichter | Mongkolchai Pechsri ( Thailand) |
| Tore           | 0:1 Jovin Bedic (119.) |
| Davao Aguilas  | Patrick Deyto – James Hall, Wesley, Marco Casambre, Brad McDonald, Adam Reed, Phil Younghusband , Jason de Jong, James Younghusband, Kim Sung-min, Matthew Hartmann Cheftrainer: Melchor Anzures ( Philippinen)                   |
| Kaya FC-Iloilo | Nathanael Villanueva – Jalsor Soriano, Masanari Omura, Camelo Tacusalme, Shirmar Felongco, Marwin Angeles, Miguel Tanton, Alfred Osei, Jovin Bedic , Connor Tacagni, Robert Lopez Mendy Cheftrainer: Noel Marcaida ( Philippinen) |
| Platzverweise  | Wesley (98.) – keine |

#### Auswechselspieler
| Auswechselspieler | Auswechselspieler                                                                                          |
| --- | --- |
| Davao Aguilas | Kaya FC-Iloilo                                                                                             |
| - Ronilo Bayan Jr. - Dennis Villanueva - Joshua Grommen - Dylan de Bruycker - Julian Clarino - Tahj Minniecon - Daniel Gadia | - Ref Cuaresma - Audie Menzi - Janrick Soriano - Chy Villaseñor - Arnel Amita - Anton Ugarte - Serge Kaole |